# 2020 في ليبيا
هذِه المقالة تتحدَّث عن الأحداث في ليبيا عام 2020.

## الحُكم
- الرئيس: فايز السراج
- رئيس الوزراء: عبد الله الثني

## الأحداث

### يناير
- 2 يناير
  - مَرَّرت الجمعية الوطنية الكبرى لتركيا تفويضًا لمدة عام من أجل نشر القوات في ليبيا.[1]
- 5 يناير
  - بَدأَتْ تركيا بِنشر قواتٍ في ليبيا.[2]
- 6 يناير
  - أَرسلتْ تركيا القوات وأدوات الحرب الإلكترونية إلى ليبيا للدفاع عن الحكومة القائمة هُناك.[3][4]
  - احتجَّت عدة دُوَل على تَصرفات تركيا في ليبيا بما في ذلك اليونان وفرنسا ومصر والولايات المتحدة.[5][6][7]
- 7 يناير
  - استولت الجماعات المُتمردة بقيادة خليفة حفتر على مدينة سرت الساحلية.[8]
- 8 يناير
  - الرئيس التركي رجب طيب أردوغان والرئيس الروسي فلاديمير بوتين يُطالبان بوقف إطلاق النار في ليبيا.[9]

### فبراير
- 8 فبراير
  - اختتمت الجولة الأولى من المُحادثات التي تَوسطت فيها الأمم المتحدة بِقيادة اللجنة العسكرية الليبية المشتركة 5 + 5 في جنيف بسويسرا دُون اتفاقٍ كامل لوقف إطلاق النار.[10][11]
- 16 فبراير
  - اجتَمعَ ممثلون من اثنتي عشرة دولة في ألمانيا لمُناقشة منع الأسلحة من الفصائل المُتحاربة في ليبيا.[12]
- 18 فبراير
  - قَصفَ الجيش الوطني الليبي ميناء طرابلس فقَتلَ ثلاثة مدنيين. ورفضت حُكومة الوفاق الوطني المُفاوضات مع جيش التحرير الوطني ردًا على ذلك.[13]

### مارس
- 2 مارس
  - مَبعوث الأمم المتحدة إلى ليبيا، غسان سلامة 69 سنة، يَستقيل بسبب مخاوف صحية.[14] وبَدَت جُهود السلام أبعد من أي وقتٍ مضى.[15]
- 24 مارس
  - أكَّدَت ليبيا أوَّلُ إِصابةٍ بكوفيد-19.[16]

## الوفيات
- 5 أبريل: محمود جبريل، 67 سنة، سياسي، وزير الخارجية ورئيس الوزراء (2011)؛ كوفيد-19.[17]
- 21 أبريل: عبد الرحيم الكيب، 70 سنة، سياسي، رئيس الوزراء (2011-2012)؛ نوبة قلبية.[18]